# گربه‌زبادیان ماداگاسکار
گربه‌زبادیان ماداگاسکاری (نام علمی: Euplerinae) نام یک زیرخانواده از تیره گربه‌زبادان ماداگاسکار است.